# Gary Lucas
Pour les articles homonymes, voir Lucas.
Gary Lucas, né en 1952 à Syracuse dans l'État de New York, est un auteur-compositeur et guitariste américain, connu pour avoir composé des bandes originales de film ou génériques pour la télévision ; il fut décrit comme « l'un des meilleurs et des plus grands guitaristes d'Amérique ».
Gary est l'un des premiers artistes à avoir soutenu la carrière de Jeff Buckley, l'aidant à se découvrir et se développer. Lui et Jeff se sont rencontrés lors d'un concert en hommage à Tim Buckley le 26 avril 1991. À l'époque, Gary ne savait pas encore que Tim avait un fils. Gary Lucas était l'ancien guitariste de Captain Beefheart ; il faisait partie du groupe psychédélique Gods & Monsters' dont il était fondateur et pivot central, quand il demanda à Jeff de se joindre au groupe. Le groupe existe toujours, et part encore en tournée (on les a vus en Russie, à St. Petersburg, en compagnie du claviériste et producteur Jerry Harrison, membre des Talking Heads, qui fait depuis partie du groupe, et produit le groupe, notamment, tout continuant à tourner et se représenter en solo partout dans le monde).
Gary a écrit les mélodies des chansons Mojo Pin et Grace de l'album Grace, pour Jeff Buckley, et fut très déstabilisé et triste lorsque Jeff décida de quitter le groupe.

## Biographie
Gary Lucas est encouragé par son père à l'âge de 9 ans à commencer la guitare, formation complétée par d'autres instruments à l'école, puis il fit partie de plusieurs groupes durant son adolescence. Il fit la connaissance de Captain Beefheart, dont il devint ami, puis occasionnellement comanager (lors des tournées de 1980-1981, pendant lesquelles il récita des poèmes sur scène).
Il obtint un diplôme en langues et lettres anglaises de l'université Yale en 1974, avant de se faire connaître dans le domaine musical comme DJ et directeur artistique de la station de l'école WYBC FM. Il a épousé Caroline (née Sinclair) originaire de Londres en 1984, et vit actuellement à New York.
Après l'obtention de son diplôme, Lucas fit partie du O-Bay-Gone Band, avant de faire un pas décisif vers la reconnaissance en faisant partie des musiciens de Captain Beefheart lors des sessions d'enregistrement de deux albums, chez Virgin. Il fit dès lors également partie du groupe de Captain Beefheart (The Magic Band) pendant cinq ans ; ses solos sur les chansons Doc at the Radar Station en (1980) et Ice Cream for Crow en 1982 font remarquer son style d'interprétation.
Après la retraite de Captain Beefheart dans les années 1980, Lucas a continué ses représentations en compagnie du Magic Band, groupe reformé avec une tournée à leur actif, de 2003 à 2006. Leur double album et DVD sur scène 21st Century Mirror Men fit suite à un album sorti en 2004 Back to the Front. En 1988, Lucas a monté son propre show de guitare au Knitting Factory de New York, et fut peu après invité au Festival Jazz de Berlin.

## Carrière
Ses débuts, australiens, eurent lieu en compagnie du groupe Future Sound of London. Il fit cinq apparitions au Royal Festival Hall et, depuis 1980, on compte 17 apparitions au Paradiso de Amsterdam. Gary Lucas a effectué quatre tournée en Russie, où il est apparu non seulement sur un plateau de la télévision nationale (à Moscou et à Saint Petersbourg). Une interview parut dans la version russe du magazine Rolling Stone, et ses représentations auraient drainé près de 50 millions de téléspectateurs.
Il est également coleader d'une orchestre d'influence jazz, qui reprend des morceaux de Captain Beefheart, Fast 'n' Bulbous, que l'on a vu se représenter lors de festivals jazz à Francfort, et Lisbonne en 2006.

## Projets et collaborations
Gary Lucas a joué, collaboré avec des artistes dont Leonard Bernstein, Captain Beefheart, Jeff Buckley, Chris Cornell, Lou Reed, John Cale, Nick Cave, David Johansen; Peter Stampfel et Fred Schneider, du groupe The B-52's, John Sebastian, John Zorn, Bryan Ferry, Patti Smith, Kate McGarrigle et sa sœur Anna, Matthew Sweet, DJ Spooky, Damo Suzuki, Iggy Pop, Yass Body, Dr. John, Allen Ginsberg, Peter Hammill,  Graham Parker, Future Sound of London, Van Dyke Parks, Richard Barone, Bob Weir, Warren Haynes (Allman Brothers, Gov't Mule), etc. Les collaborations dans le style jazz ont eu lieu en compagnie de Steve Swallow, Joe Lovano, Dave Liebman et Billy Bang, entre autres.
Il a composé des morceaux et génériques (pour la chaîne ABC, et son journal télévisé, notamment) et produit des albums pour le saxophoniste Tim Berne et pour le groupe français Tanger. Il a coécrit la chanson Spider Web pour Joan Osborne

## Style
Le travail de Gary Lucas est fortement influencé de blues, allant du rock psychédélique au jazz, ou encore à la musique classique. Il parle volontiers de sa carrière et de sa vie, des mécanismes du métier d'auteur-compositeur, ses compositions pour des musiques de films, et même le show business, de Amsterdam (au sujet du Conservatoire), ainsi que de son attachement à l'université dont il est issu et diplômé (cf. plus haut).
À l'instar de Nick Cave qui a donné des cours de composition et poésie à Vienne, on a vu Gary Lucas donner des cours de guitare au Conservatoire d'Amsterdam, ainsi qu'à l'université d'Hawaï de Honolulu. En 2007, il fit des lectures à l'université d'État de Rogers en Oklahoma, ainsi qu'à l'université McGill de Montréal.